# Viktoria Rebensburg
Viktoria Rebensburg, née le 4 octobre 1989 à Kreuth (Allemagne), est une skieuse alpine allemande. Licenciée au SC Kreuth, elle a remporté la médaille d'or du slalom géant lors des Jeux olympiques d'hiver de 2010. Elle compte depuis lors parmi les meilleures géantistes au monde avec trois petits globes de la spécialité à son palmarès, aux côtés notamment de Tessa Worley qui est née le même jour qu'elle. Meilleure skieuse allemande des années 2010, Viktoria Rebensburg annonce début septembre 2020 qu'elle a décidé de mettre un terme à sa carrière sportive, avec un palmarès de dix-neuf victoires (14 en géant, 4 en Super-G et une en descente) et quarante-neuf podiums en Coupe du monde, deux médailles olympiques dont une en or, deux médailles d'argent aux championnats du monde et trois trophées de cristal en slalom géant.

## Carrière
L'Allemande fait sa première apparition en Coupe du monde en décembre 2006 à l'occasion d'un super combiné organisé à Reiteralm. En mars 2007, elle obtient son premier top 10 à Zwiesel sur un slalom géant.
Lors des Mondiaux juniors 2008 organisés dans les Pyrénées, elle remporte trois médailles dont l'or sur le super G.
En janvier 2010, elle obtient son premier podium en Coupe du monde, une deuxième place lors du slalom géant de Cortina d'Ampezzo. Sélectionnée pour les Jeux olympiques de Vancouver, elle termine tout d'abord vingt-huitième du super G avant de remporter ensuite la médaille d'or du slalom géant.
En octobre, elle remporte la première course de la Coupe du monde 2011, le slalom géant de Sölden. Le 19 mars 2011, elle s'empare du globe de cristal de la discipline, à la suite de l'annulation de la dernière épreuve lors des finales de Lenzerheide, Elle double son total en cristal en 2012 avec sept podiums dont quatre victoires dans sa discipline, au cours d'une saison où elle gagne aussi pour la première fois en vitesse, dans le super G de Schladming. Mais c'est toujours en slalom géant qu' elle embellit par la suite son palmarès, avec le bronze aux Jeux de Sotchi 2014, deux médailles d'argent aux championnats du monde, en 2015 à Beaver Creek et en 2019 à Are, tout en portant à quatorze son nombre de victoires en Coupe du monde, avec un troisième petit globe de la spécialité remporté au terme de l'hiver 2017-2018. Elle remporte sa première victoire dans la Coupe du Coupe du monde 2018-2019 en toute fin de saison, s'imposant dans le super G des finales de Soldeu le 14 mars, au lendemain d'une deuxième place dans la descente. Ce succès en super G intervient six ans après sa précédente victoire dans la discipline. Elle obtient les deux dernières victoires de sa carrière dans des épreuves de vitesse, lors de la saison 2019-2020 : le Super-G de Lake Louise, et pour finir, son seul succès en descente sur la Coupe du monde, à Garmisch. le 8 février 2020, la veille du Super-G dans lequel elle chute et se blesse.
Le 9 février 2020 dans la station allemande, elle est en effet victime d'une fracture du plateau tibial de son genou gauche, ce qui met un terme à sa saison. Le 1er septembre suivant, elle annonce, à seulement 30 ans, qu'elle met un terme à sa carrière. Elle publie le même jour une vidéo sur les réseaux sociaux où elle déclare : « Aujourd’hui n’est définitivement pas une journée facile pour moi car j’ai décidé de mettre fin à ma carrière, après 13 ans et avec effet immédiat. J’ai pris cette décision le cœur lourd et après mûre réflexion au cours des dernières semaines.  Ce n'est pas une décision facile, mais après ma blessure et mes sensations à l'entraînement, je sentais que ça devenait inévitable. ».
Son copain s'appelle Hansi. Il exerce la profession de cuisinier.

## Palmarès

### Jeux olympiques
| Épreuve / Édition   | Descente | Super G | Géant  | Slalom | Combiné |
| JO 2010 Vancouver   | -        | 28e     | Or     | -      | -       |
| JO 2014 Sotchi      | 15e      | 9e      | Bronze | -      | -       |
| JO 2018 Pyeongchang | 9e       | 10e     | 4e     | -      | -       |

### Championnats du monde
| Épreuve / Édition               | Descente | Super G | Géant   | Slalom | Combiné |
| Mondiaux 2007 Åre               | -        | -       | 8e      | -      | -       |
| Mondiaux 2009 Val d'isère       | -        | 10e     | 9e      | -      | -       |
| Mondiaux 2011 Garmisch          | -        | Abandon | 5e      | -      | -       |
| Mondiaux 2013 Schladming        | -        | 8e      | 11e     | -      | -       |
| Mondiaux 2015 Vail-Beaver Creak | 10e      | 5e      | Argent  | -      | -       |
| Mondiaux 2017 Saint-Moritz      | 11e      | 4e      | Abandon | -      | -       |
| Mondiaux 2019 Åre               | 11e      | 4e      | Argent  | -      | -       |

### Coupe du monde
- Meilleur classement général : 3e en 2016 et 2018.
- Vainqueur du classement du slalom géant en 2011, 2012 et 2018.
- 49 podiums dont 19 victoires.

#### Différents classements en Coupe du monde
| Année/Classement | Année/Classement | Général | Général | Descente | Descente | Super G | Super G | Slalom géant | Slalom géant | Slalom | Slalom |
| ---------------- | ---------------- | ------- | ------- | -------- | -------- | ------- | ------- | ------------ | ------------ | ------ | ------ |
| Année/Classement | Année/Classement | Class.  | Points  | Class.   | Points   | Class.  | Points  | Class.       | Points       | Class. | Points |
| 2007             | 2007             | 83e     | 56      | -        | -        | -       | -       | 25e          | 56           | -      | -      |
| 2008             | 2008             | 56e     | 93      | -        | -        | 49e     | 2       | 16e          | 91           | -      | -      |
| 2009             | 2009             | 43e     | 161     | -        | -        | 29e     | 41      | 18e          | 120          | -      | -      |
| 2010             | 2010             | 16e     | 415     | 28e      | 62       | 21e     | 82      | 4e           | 271          | -      | -      |
| 2011             | 2011             | 8e      | 656     | 23e      | 78       | 10e     | 128     | 1re          | 435          | -      | -      |
| 2012             | 2012             | 7e      | 947     | 11e      | 165      | 19e     | 117     | 1re          | 650          | -      | -      |
| 2013             | 2013             | 6e      | 787     | 23e      | 90       | 6e      | 246     | 3e           | 411          | 33e    | 40     |
| 2014             | 2014             | 19e     | 352     | 30e      | 49       | 14e     | 106     | 12e          | 197          | -      | -      |
| 2015             | 2015             | 11e     | 573     | 8e       | 269      | 13e     | 122     | 9e           | 182          | -      | -      |
| 2016             | 2016             | 3e      | 1147    | 7e       | 264      | 5e      | 293     | 2e           | 590          | -      | -      |
| 2017             | 2017             | 9e      | 651     | 7e       | 221      | 11e     | 153     | 7e           | 277          | -      | -      |
| 2018             | 2018             | 3e      | 977     | 7e       | 219      | 11e     | 176     | 1re          | 582          | -      | -      |
| 2019             | 2019             | 4e      | 814     | 12e      | 177      | 4e      | 257     | 4e           | 380          | -      | -      |

#### Détail des victoires
| Édition / Épreuve | Slalom géant                      | Super G           | Descente | Total |
| 2010-2011         | Sölden Zwiesel Špindlerův Mlýn    |                   |          | 3     |
| 2011-2012         | Aspen Ofterschwang x2 Schladming  | Schladming        |          | 5     |
| 2012-2013         | Åre                               | Cortina d'Ampezzo |          | 2     |
| 2015-2016         | Flachau Maribor Saint-Moritz      |                   |          | 3     |
| 2017-2018         | Sölden Killington Plan de Corones |                   |          | 3     |
| 2018-2019         |                                   | Soldeu            |          | 1     |
| 2019-2020         |                                   | Lake Louise       | Garmisch | 2     |
| Total             | 14                                | 4                 | 1        | 19    |

(État au 8 février 2020)

### Championnats du monde junior
| Épreuve / Édition | Mont Sainte-Anne/Le Massif 2006 | Flachau/Altenmarkt 2007 | Formigal 2008 | Garmisch-Partenkirchen 2009 |
| Descente          | Abandon                         | 10e                     | Bronze        | -                           |
| Super G           | 14e                             | 5e                      | Or            | Or                          |
| Slalom géant      | 6e                              | Abandon                 | Argent        | Or                          |

### Championnats d'Allemagne
- Championne d'Allemagne du slalom géant en 2008.